# Aldhelm von Sherborne

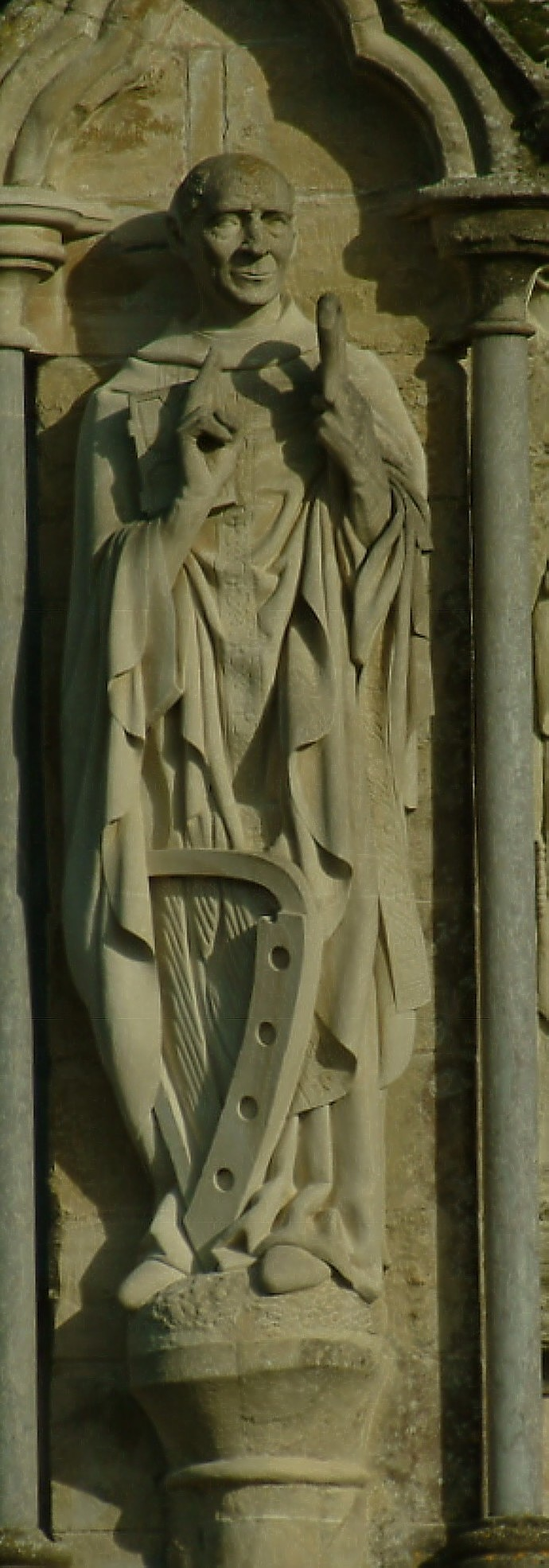
Darstellung St. Aldhelms an der Kathedrale von Salisbury

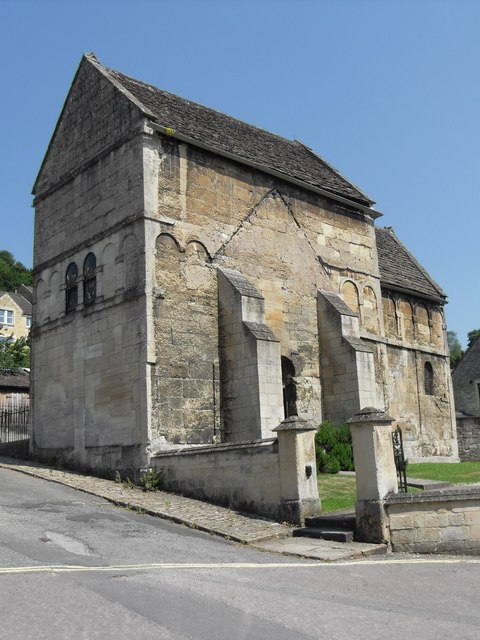
Aldhelm gilt als Gründer von St Laurence in Bradford-On-Avon.

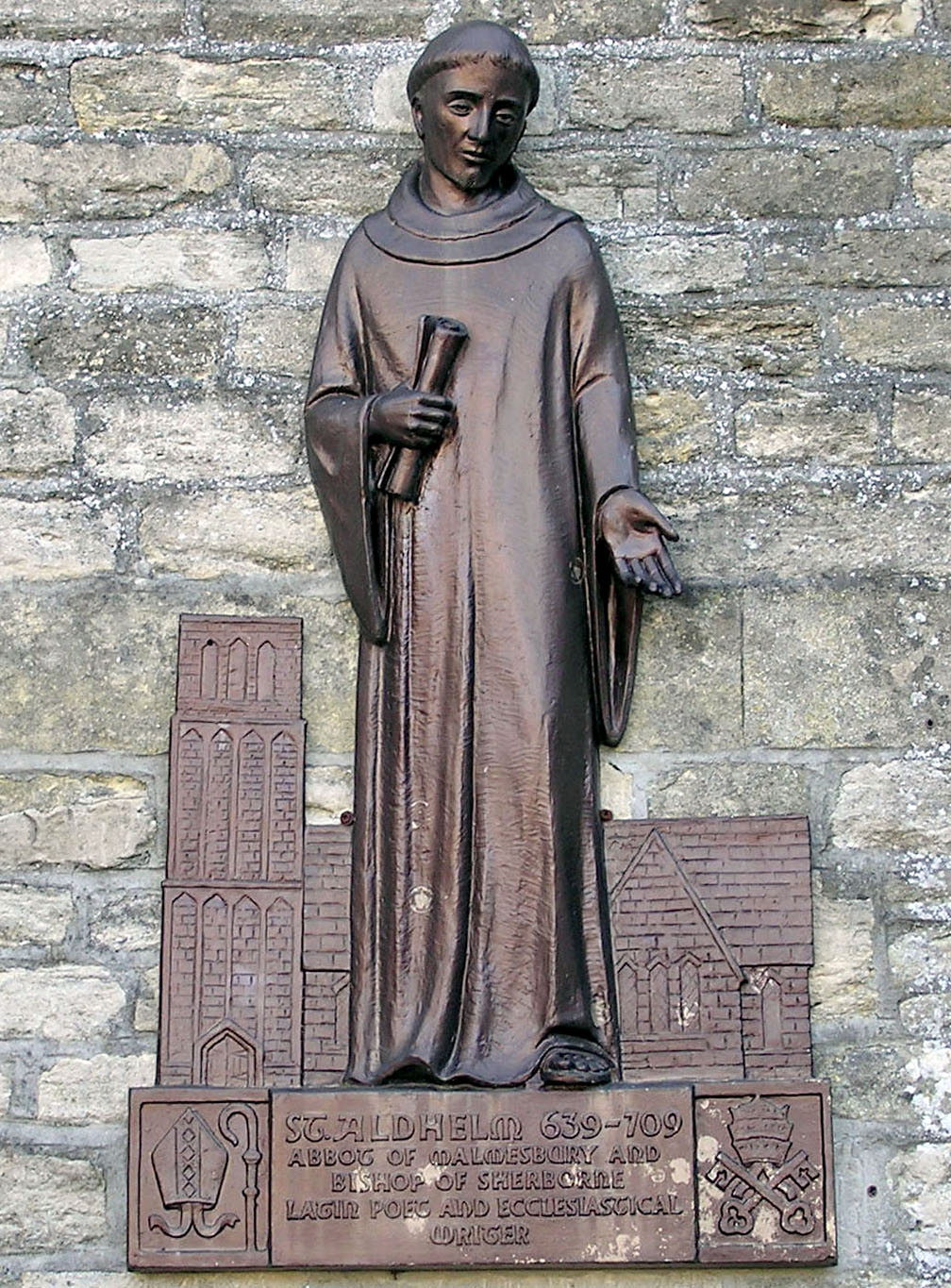
Neuzeitliche Statue Aldhelms an der St Aldhelm’s Church, Malmesbury

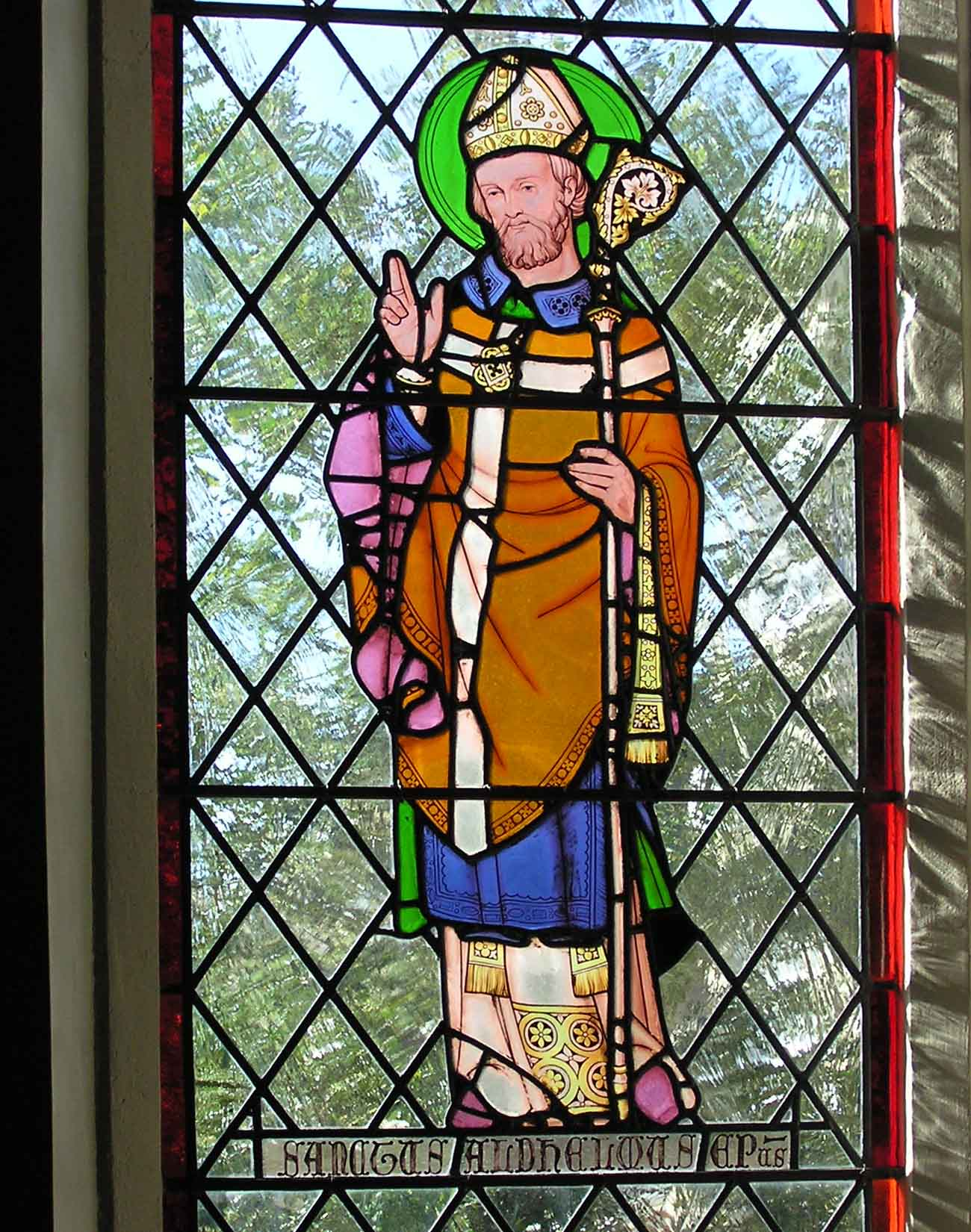
Darstellung St. Aldhelms auf einem Fenster der St Aldhelm’s Church, Malmesbury

Aldhelm von Sherborne / Malmesbury (Ealdhelm, Ældhelm, Adelelmus, Althelmus, Adelme; * um 639; † 25. Mai 709 oder 710 in Doulting bei Malmesbury) war von 675/680 bis 709/710 Abt von Malmesbury und von 705 bis 709/710 erster Bischof von Sherborne. Er war der erste angelsächsische Gelehrte, von dem umfangreiche lateinische Texte erhalten blieben. Er gilt als Heiliger.

## Leben
Aldhelm wurde um 640 in Wessex in England, vielleicht in Brockenborough, geboren. Er stammte aus dem Adel, möglicherweise aus dem angelsächsischen Königsgeschlecht von Wessex, zu dem er in enger Beziehung stand. Umstritten ist, ob sein Vater namens Centa mit König Centwine identisch ist.
Aldhelms frühe Jahre sind nur unsicher überliefert. Er soll eine Zeitlang als Eremit in Wiltshire gelebt haben. Um 660 wurde er Mönch in der Malmesbury Abbey. Dort wurde er von dem Iren Maildubh (Maeldulph) erzogen. Malmesbury wird in alten Dokumenten als Maildulfsburgh und Ealdhelmsbyrig bezeichnet, wodurch unklar bleibt, ob der heutige Name auf Maildubh oder Aldhelm zurückgeht.
Ab 670 studierte er in der Benediktinerschule von Canterbury unter der Obhut von Erzbischof Theodor von Tarsus und Abt Hadrian und erwarb hohe Kenntnisse in vielen Wissensgebieten. Die Priesterweihe empfing er um 674.

### Abt
Nach Wilhelm von Malmesbury verließ Aldhelm Canterbury im Jahr 675 um in Malmesbury Abbey das Amt des Abtes anzutreten. Die älteste Urkunde Aldhelms als Abt datiert auf 680, was dafür spricht, dass er bis zu dieser Zeit seinen Studien in Canterbury nachging. Eine 10-jährige Ausbildung könnte auch sein hohes Bildungsniveau besser erklären. Als Abt mehrte Aldhelm den Besitz des Klosters und ließ die Kirchen SS Peter and Paul und St. Mary’s bauen. Um diese Zeit verfasste er einen Brief (Ep. IV) an König Geraint von Dumnonia, in dem er ihn aufforderte von der iroschottischen zur römisch-katholischen Kirchenordnung zu wechseln. Im Osterstreit setzte er schließlich auch in Devon und Cornwall das römische Datum durch. Um 685 führte er in Malmesbury die Regula Benedicti ein. Er gründete die Tochterklöster Frome (Somerset) und Bradford-on-Avon.
Im Jahr 688 tauschten Aldhelm und der Unterkönig (subregulus) Baldred (fl. 681–693) Ländereien nördlich des Flusses Avon. Baldred übergab Stercanlei (heute Startley Farm in Great Somerford, Wiltshire) und Gebiete bei Cnebbanburg gegen ein Gebiet bei Braydon, Wilts. Auf Einladung des Papstes Sergius I. (687–701) reiste er 690/694 nach Rom und brachte von dort einen päpstlichen Schutzbrief für sein Kloster betreffs Befreiung von bischöflicher Gerichtsbarkeit und freie Abtswahl mit. Das erhaltene Dokument stammt aber aus dem 12. Jh. und ist eine Fälschung.
Um das Jahr 700 veranlasste Aldhelm das Aufstellen der ersten Kirchenorgel Englands. Der Legende nach war er ein so unermüdlicher Redner, dass während einer Predigt sein Stab Wurzeln schlug und Blätter austrieb. Im Jahr 705 nahm er an der Synode von Brentford teil.

### Abt und Bischof
Als Hedda, Bischof von Wessex, um das Jahr 705/706 starb wurde seine Diözese geteilt. Daniel wurde Bischof von Winchester, Aldhelm wurde Bischof der neugegründeten Diözese Sherborne, behielt aber seine Abtswürde bei. Seine Diözese umfasste Teile von Wiltshire und Devonshire sowie Somerset und Dorset. Die Kirche in Sherborne (nicht erhalten), die St Martin's Church in Wareham und St Laurence in Bradford-on-Avon entstanden vermutlich während Aldhelms Episkopat. Beda berichtete zwar, dass Aldhelm seiner Diözese „eifrig“ vorstand, doch sind keine weiteren Details bekannt.
Aldhelm starb am 25. Mai 709/710 in Doulting und wurde in der Michaeliskirche in Malmesbury Abbey beigesetzt. Die Nachfolge als Bischof trat Forthhere an.

## Verehrung
Zahlreiche Wunder, auch schon zu Lebzeiten, wurden ihm zugeschrieben. König Æthelwulf von Wessex errichtete 857 in Malmesbury einen silbernen Schrein für Aldhelms Gebeine. 1078 wurden die Reliquien ein weiteres Mal umgebettet. 1080 wurde er heiliggesprochen. Seit dem 10. Jahrhundert wird Aldhelm in Malmesbury verehrt. Wilhelm von Malmesbury († um 1143) und Faricius von Abingdon († 1117) verfassten vitae über Aldhelms Leben. Auch Jacobus de Voragine widmete um 1270 Aldhelm ein Kapitel in seiner Legenda aurea, einer im Mittelalter populären Sammlung von Heiligenlegenden.
Die katholische und anglikanische Kirche feiert Aldhelms Gedenktag am 25. Mai. In London wird auch der Übertragung der Gebeine am 5. Mai gedacht. Ikonografisch wird Aldhelm als Bischof in einer Bibliothek als Harfe spielender Mönch und mit sprießendem Eschenlaub am Bischofsstab dargestellt. Er gilt als Schutzpatron von Malmesbury, Sherborne, der St Aldhelm’s Chapel, Musiker und Komponisten. Noch heute sind zahlreiche Kirchen St. Aldhelm geweiht.

## Werke
Aldhelm gilt als ältester angelsächsisch-lateinischer Dichter von Bedeutung. Er machte Malmesbury neben Canterbury zu einem Zentrum klassischer Bildung und kirchlicher Gelehrsamkeit. Viel von seiner lateinischen Prosa ist überliefert, aber nichts ist von seinem altenglischen Werk geblieben. Seine lateinischen Schriften belegen eine umfassende klassische Bildung, sind aber in einem aufgeblähten Stil mit eingefügten griechischen Redewendungen geschrieben.

### Prosa
Seine Vorliebe durch Aneinanderreihung synonymer Phrasen außerordentlich lange Sätze zu bilden, die Verwendung altertümlicher Begriffe und Gräzismen wirkte stilbildend auf Bonifatius, Æthelwald (Bischof von Winchester 963–984) und Byrhtferth († um 1020).
- De laude virginitatis (Lob der Jungfräulichkeit) ist eine der Äbtissin Hildelith von Barking Abbey gewidmete Abhandlung über Beispiele männlicher und weiblicher Keuschheit.[1]
- De metris et enigmatibus ac pedum regulis auch Epistula ad Acircium (Briefe an Aldfrith): Das Lehrbuch der römischen Metrik enthält einen Abschnitt über die Symbolik der Siebenzahl, sowie 100 Rätsel in Hexametern von großem kulturgeschichtlichem Wert. Sie fußen teilweise auf den Berner Rätseln.[1]
- Epistolae (Briefe) an die Bischöfe Leuthhere von Winchester und Hadrian von Canterbury, König Geraint von Dumnonia, Heahfrith, Cellanus, Papst Sergius I. und an seine Schüler Wihtfrith und Æthelwald.

### Dichtung
Aldhelms Diktion wurde von zahlreichen angelsächsischen Dichtern aufgegriffen und beeinflusste auch Bonifatius, Beda Venerabilis, Alkuin, Wulfstan Cantor und seinen Schüler Æthelwald.
- Carmen de virginitate (Lobeshymnen der Jungfräulichkeit) folgt sehr eng dem Prosawerk und lobt die jungfräulichen Enthaltsamkeit von Männern und Frauen nach dem Vorbild Marias in etwa 3000 Hexametern.[1]
  - De octo principalibus vitiis (Die acht Todsünden): beschreibt den Kampf der Tugenden gegen die Sünden
- Carmen rhythmicum beschreibt eine Reise durch Cornwall und Devon.[1]
- Carmina ecclesiastica enthält Verse für Kirchen- und Altarinschriften. Aldhelms Tituli waren weit verbreitet und fanden zahlreiche Nachahmer.[1]
- Enigmata, 100 Rätsel in Hexametern, die in der Epistula ad Acircium enthalten sind. Die Rätselverse stehen in der Tradition des Symposius und übten großen Einfluss auf Bonifatius, Tatwine und Eusebius (= Hwætberht, Abt von Monkwearmouth-Jarrow) sowie die anonymen Dichter altenglischer rædels (Rätsel) aus.[1]

### Verlorene Werke
Nach Wilhelm von Malmesbury sang Aldhelm eigene Lieder in altenglischer Sprache zur Harfe, die noch zur Zeit Alfred des Großen, also rund 200 Jahre später, beliebt waren.